# Добринка (приток Медведицы)
Добринка — река в Волгоградской области России, левый приток среднего течения Медведицы в бассейне Дона. Протекает по Жирновскому району.
Длина реки составляет 36 км, площадь водосборного бассейна 447 км².
Начинается на восточной окраине села Верхняя Добринка. В верхнем течении до слияния с Тетеревяткой течёт в основном на юго-запад, потом — на северо-запад. Устье реки находится в 323 км по левому берегу реки Медведица на высоте 104 м над уровнем моря у села Нижняя Добринка.

## Данные водного реестра
По данным государственного водного реестра России относится к Донскому бассейновому округу, водохозяйственный участок реки — Медведица от истока до впадения реки Терса, речной подбассейн реки — Дон между впадением Хопра и Северского Донца. Речной бассейн реки — Дон (российская часть бассейна).
Код объекта в государственном водном реестре — 05010300112107000008603.

### Притоки (км от устья)
- 29 км: река Тетеревятка[4].